# Séfer Mitzvot Gadol
El Séfer Mitzvot Gadol (en hebreo: ספר מצוות גדול) (en español: "El gran libro de los mandamientos", abreviado: סמ"ג "SeMaG"), completado en 1247, es una obra literaria que trata sobre los 365 mandamientos negativos y los 248 mandamientos positivos, discutiendo cada uno de ellos por separado, según el Talmud y las decisiones de los rabinos. "SeMaG" también contiene muchas enseñanzas morales no legalistas. Las referencias en el "SeMaG" están ordenadas por sección (mandamientos negativos y positivos) y hay un número para cada mandamiento en cada sección del libro.
Los arreglos y la presentación del rabino Moisés ben Jacob de Coucy, están fuertemente influenciados por las discusiones de Maimónides sobre los mandamientos, que se encuentran en el Séfer HaMitzvot, y en su codificación de la Halajá, el Mishné Torá. De todos modos, a diferencia de Maimónides, el Rabino Moisés ben Jacob presenta largas discusiones de las diferentes interpretaciones y opiniones legales. También hace un uso extensivo de otros códigos legales, y particularmente de los comentarios de Rashi y de los tosafistas, normalmente favoreciendo las tradiciones asquenazíes sobre la opinión de Maimónides.
Los comentarios tradicionales del "SeMaG" incluyen el Tosefe SeMaG del Rabino Elías Mizrachi (el Re'em) y Ammude Shlomo del Rabino Salomón Luria (el Maharshal). Mitzvot Gadol es un comentario del siglo XX del Rabino Abraham Aharon Price. El Séfer Mitzvot Katán ("SeMaK") del Rabino Isaac Joseph de Corbeil, es un resumen del "SeMaG", incluye material adicional sobre ética y leyendas (agadá).